# Mordella cata
Mordella cata es una especie de coleóptero de la familia Mordellidae.

## Distribución geográfica
Habita en México.